# Charles François
Charles François (5 september 1922 – 31 juli 2019) was een Belgisch ambtenaar en schrijver, vooral bekend van z'n redactie van de International Encyclopedia of Cybernetics and Systems uit 1997.
François was sinds 1958 lid van de Society for General Systems Research en auteur van verschillende artikelen en boeken over systeemtheorie, waaronder:
- 1976, Cybernétique et Prospective, Namur : International Association of Cybernetics.
- 1997, International Encyclopedia of Systems and Cybernetics, edited by Charles François, München: K. G. Saur.
- 1999, Systemics and Cybernetics in a Historical Perspective.